# 夢虹二
夢 虹二（ゆめ こうじ、1912年（大正元年）8月11日 - 1989年（平成元年）7月12日）は、埼玉県加須市出身の作詞家。主に童謡や歌謡曲の作詞を手がけた。本名「須永孝一郎」。

## 経歴
日本大学商学科中退。
古本で1円で買った北原白秋全集を読んだことが、作詞家を志すきっかけとなった。1955年にキングレコードの専属となり、代表作には、童謡「すうじのうた」「とんぼの中にぼくがいる」「北風こぞう」、歌謡曲「まつの木小唄」「ハマの女」、新民謡「わらび摘み唄」などがある。また、18年間日本童謡協会事務局長を務めた。1972年には「とんぼの中にぼくがいる」で日本作詩大賞童謡賞、1988年には第18回日本童謡賞特別賞を受賞。
1989年7月12日死去。享年76。